# Ruth Mitchell
Ruth Mitchell, née à Liverpool vers 1955, est une personnalité anglaise du rugby. Installée à Hong Kong elle fait carrière dans ce sport en tant que joueuse internationale puis dirigeante. Elle est l'une des artisans du développement du rugby mondial féminin.  

## Biographie
Ruth Mitchell naît à Liverpool vers 1955. De nationalité anglaise, elle s'installe en 1975 dans le territoire de Hong Kong, alors possession britannique. Elle y découvre le rugby et est la capitaine de son équipe nationale à sa création en 1998, dans un match contre le Japon. Elle joue ensuite à plusieurs reprises pour son territoire, tant à XV qu'à sept. À la fin de sa carrière sportive, elle dirige ces équipes pendant plusieurs années et s'implique dans l'organisation du tournoi Hong Kong Women's Sevens,. 
Elle est à partir de 2005 et au moins jusqu'en 2017 l'un des administrateurs de la fédération de rugby de Hong Kong (HKRFU). 
L'International Rugby Board lui décerne en 2011 le titre de « personnalité féminine du rugby de l'année ». Cette même année elle est aussi la lauréate du trophée équivalent de l'Asian Rugby Football Union.